# 新光証券
新光証券株式会社（しんこうしょうけん、英:Shinko Securities Co., Ltd.）は、日本の証券会社のみずほ証券株式会社の旧商号である。2009年5月7日に、（旧）みずほ証券株式会社を吸収合併し、新光証券株式会社から（新）みずほ証券株式会社に商号変更した。

## 概要

### 成立の経緯
みずほフィナンシャルグループ系列（元は日本興業銀行系列）のフルライン型の証券会社である。1917年設立の大商証券が1967年に玉塚證券、山叶證券と合併して発足した新日本証券株式会社と、1947年設立の大井証券が1968年に商号変更した和光証券株式会社が、2000年4月に対等合併して発足した。新日本証券を存続会社とした。社名の“新光”は合併した両社の社名から1文字ずつ採った形とし、また「新しい視点で証券投資へ光を当てる」という思いも込められた。
社章は「みずほマーク」では無く、独自に制定した「光の樹木」のモチーフで、顧客の資産の成長を木になぞらえるとともに土壌となる市場に張った根から幹へと光となる情報や利益を汲み上げ葉となる顧客の隅々まで満たすビジョンを表し、7枚の葉は顧客満足の要素となるコミュニケーション・安心感・情報力・国際性・提案力・機動性・利便性を表した。主力商品に「新光スリー・サポート」などがあった。

### 東京駅前の本社
本社は東京都中央区八重洲2-4-1の常和八重洲ビル（現:住友不動産八重洲ビル）に置く。廃業前の山一證券が、新川にある現在の茅場町タワーに移転する前まで本社として使用していた建物である。東京駅の八重洲口に面し、壁面に設けたアストロビジョン、同社が“新光ハローボード”と称する大型ビジョンは東海道新幹線のホームから望める。同ビル前の株価情報表示板前は株価が大きく変化したときなどに、テレビ局などの報道機関が個人投資家へインタビューすることが近年増えた。

### 旧みずほ証券との合併
2007年1月に、みずほフィナンシャルグループの証券会社の競争力を強化するために、同グループの（旧）みずほ証券と合併することで基本合意する。新光証券が上場会社であるため存続会社は同社とし、合併後に新光証券株式会社からみずほ証券株式会社に社名を変更した。当初発表された新会社の役員構成、本店所在地および合併比率（343:1）は旧みずほ証券に有利なものとなっていたが、見直し後の合併比率（122:1）は2009年3月末の1株あたり純資産額比でみると若干新光証券株主に対して有利な比率となった。
当初は2008年1月1日に合併する予定であったが、みずほ証券がサブプライムローンの影響を受け、2007年9月中間期で270億円の損失を出し、合併比率を見直すために合併を延期している。2007年11月14日に、合併期日を2008年5月7日予定と延期することを発表したが、市場の混乱が収束せず損失が確定しないため、2008年3月21日に再度延期し、2008年4月28日に改めて合併基本合意書を締結して2009年5月7日を合併期日に合併するとした。2009年3月4日に合併契約を再度締結し、4月3日に両社で開催される臨時株主総会の承認決議を経て、2009年5月7日に合併して（新）みずほ証券株式会社となった。これに伴い従前の八重洲の本店はみずほ証券のリテール部門における本部機能となり、店名はみずほ証券本店営業部、2013年以降は八重洲本店営業部、2014年4月28日以降は本店営業第一部となった。
合併に時間を要したことから、合併の1年以上前から一部の店舗では、みずほ銀行、みずほ信託銀行などみずほフィナンシャルグループ各社と同様にコズミックブルーを基調とした店舗外観に変更した。再三の合併延期により、一時的に元の色で覆う拠点もあった。

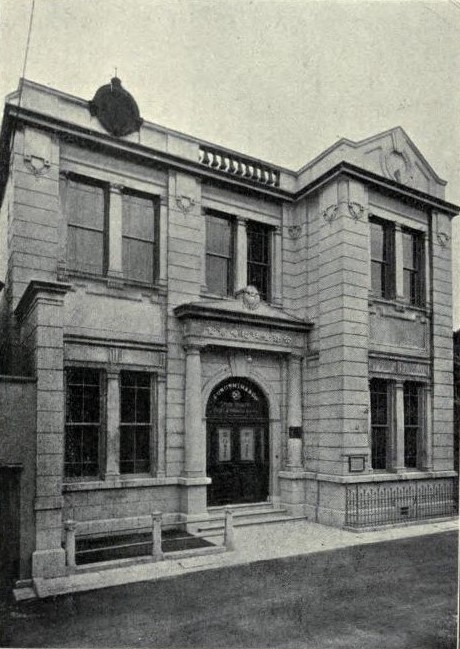
福島浪蔵商店

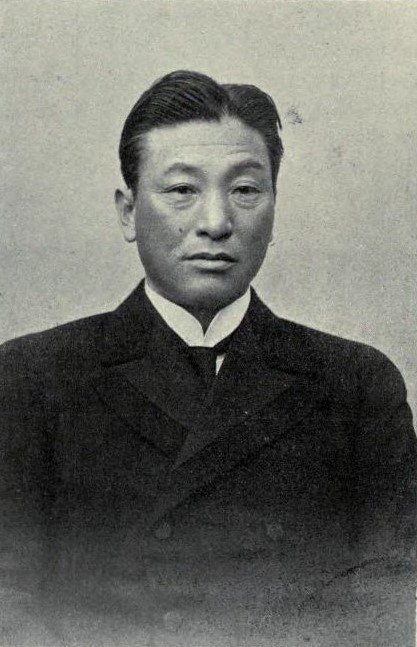
福島浪蔵

## 沿革

### 新日本証券
- 1891年（明治24年）5月 - 福島浪蔵商店（後に山叶證券株式会社に改組）として創業。
- 1891年（明治24年）10月 - 玉塚商店（後に玉塚證券株式会社に改組）として創業。
- 1917年（大正6年）7月16日 - 大阪商事株式会社（後に大商証券株式会社に商号変更）設立。
- 1967年（昭和42年）3月1日 - 大商証券株式会社が、玉塚證券株式会社、山叶證券株式会社と合併し、新日本証券株式会社として新たに発足。
- 1975年（昭和50年）11月 - 東京証券取引所第1部と大阪証券取引所第1部に株式上場。
- 1987年（昭和62年）6月 - 名古屋証券取引所第1部に株式上場。

### 和光証券
- 1947年（昭和22年）12月 - 大井証券株式会社設立。
- 1968年（昭和43年）1月 - 和光証券株式会社に商号変更。

### 新光証券
- 2000年（平成12年）4月 - 新日本証券と和光証券が対等合併（存続会社は新日本証券）して、新光証券株式会社に商号変更。本店を現在の東京都中央区八重洲に移転。
- 2000年（平成12年）5月 - 株式会社日本興業銀行と興銀証券株式会社を割当先とした第三者割当増資を実施する。
- 2009年（平成21年）5月 - 旧・みずほ証券株式会社と合併し、存続会社として新・みずほ証券株式会社に商号変更（従来のみずほ証券の法人格は消滅）。

## 関連会社
- 新光投信株式会社
- 株式会社新光総合研究所
- 新光インベストメント株式会社
- 日本証券テクノロジー株式会社
- 新光ビルディング株式会社
- 新光証券ビジネスサービス株式会社
- 新光物産株式会社
- 新光プリンシパル・インベストメント株式会社
- 株式会社日本未公開企業研究所
- 新日本システム・サービス株式会社
- 金融システムソリューションズ
- 新光証券香港有限公司
- 新光証券（U.S.A.）株式会社

## みずほフィナンシャルグループの他の証券会社
- みずほインベスターズ証券（個人投資家向け）

## かつての提供番組
旧・大商証券提供番組
- NETテレビ系列（いずれも一社提供、地元関西地区は当時MBSテレビにて放送）
  - 珍犬ハックル
  - サーカス・ボーイ
  - 続 珍犬ハックル
  - わんぱくデニス
  - 早射ちマック
  - 続々 珍犬ハックル

旧：新日本証券提供番組
- 東京12チャンネル→テレビ東京系列
  - クイズ!宇宙船地球号
  - クイズずばり知りたい
  - 地球・知りたい気分!
- テレビ朝日系列
  - 木曜夜8時時代劇枠（主に名奉行 遠山の金さん・三匹が斬る!など）
- フジテレビ系列
  - FNNニュース→FNNニュース・明日の天気（「ワリコーの新日本証券」名義）

旧：和光証券提供番組
- 日本テレビ系列
  - 火曜夜8時時代劇枠（途中から30秒に縮小）
  - 驚異の世界・ノンフィクションアワー
- テレビ朝日系列
  - どーする?!TVタックル
- 文化放送
  - おもしろカルチャーショック→やる気大学（吉田照美のやる気MANMAN!枠内）

旧：新光証券提供番組
- TBSラジオ
  - 時報コマーシャル（2003年10月から2004年3月まで。探検隊の隊長と隊員のやり取りをコントにしたもの）